# Janjac (Zenica, BiH)
Janjac je naseljeno mjesto u gradu Zenici, Federacija Bosne i Hercegovine, BiH.

## Stanovništvo

### 1991.
Nacionalni sastav stanovništva 1991. godine, bio je sljedeći:
ukupno: 550
- Hrvati - 512 (93,09%)
- Srbi - 29 (5,27%)
- Jugoslaveni - 4 (0,73%)
- ostali, neopredijeljeni i nepoznato - 5 (0,91%)

### 2013.
Nacionalni sastav stanovništva 2013. godine, bio je sljedeći:
ukupno: 111
- Hrvati - 95 (85,59%)
- Bošnjaci - 15 (13,51%)
- ostali, neopredijeljeni i nepoznato - 1 (0,90%)

## Religija
U Janjcu je 1970. godine izgrađena podružna crkva zeničke župe sv. Ilije Proroka.

## Poznate osobe
- Dragan Ćurčić, visoki časnik HVO i Vojske Federacije BiH